# Anvar Gazimagomedov
Bản mẫu:Eastern Slavic name
Anvar Anasovich Gazimagomedov (tiếng Nga: Анвар Анасович Газимагомедов; sinh ngày 11 tháng 5 năm 1988) là một cầu thủ bóng đá người Nga. Anh chơi ở vị trí tiền vệ phải cho F.K. Anzhi Makhachkala.

## Thống kê sự nghiệp

### Câu lạc bộ
Tính đến 9 tháng 12 năm 2017
| Câu lạc bộ               | Mùa giải             | Giải vô địch                | Giải vô địch | Giải vô địch | Cúp     | Cúp       | Châu lục | Châu lục  | Tổng cộng | Tổng cộng |
| Câu lạc bộ               | Mùa giải             | Hạng đấu                    | Số trận      | Bàn thắng    | Số trận | Bàn thắng | Số trận  | Bàn thắng | Số trận   | Bàn thắng |
| ------------------------ | -------------------- | --------------------------- | ------------ | ------------ | ------- | --------- | -------- | --------- | --------- | --------- |
| FC Krasnodar-2000        | 2007                 | PFL                         | 21           | 0            | 2       | 0         | –        | –         | 23        | 0         |
| FC Krasnodar-2000        | 2008                 | PFL                         | 33           | 6            | 1       | 0         | –        | –         | 34        | 6         |
| FC Krasnodar-2000        | Tổng cộng            | Tổng cộng                   | 54           | 6            | 3       | 0         | 0        | 0         | 57        | 6         |
| FC Dagdizel Kaspiysk     | 2009                 | PFL                         | 11           | 3            | 0       | 0         | –        | –         | 11        | 3         |
| FC MITOS Novocherkassk   | 2010                 | PFL                         | 22           | 1            | 0       | 0         | –        | –         | 22        | 1         |
| FC Dagdizel Kaspiysk     | 2011–12              | PFL                         | 30           | 1            | 1       | 0         | –        | –         | 31        | 1         |
| FC Dagdizel Kaspiysk     | 2012–13              | PFL                         | 29           | 0            | 0       | 0         | –        | –         | 29        | 0         |
| FC Dagdizel Kaspiysk     | 2013–14              | PFL                         | 19           | 2            | 4       | 0         | –        | –         | 23        | 2         |
| FC Dagdizel Kaspiysk     | Tổng cộng (2 spells) | Tổng cộng (2 spells)        | 89           | 6            | 5       | 0         | 0        | 0         | 94        | 6         |
| F.K. Anzhi Makhachkala   | 2013–14              | Giải bóng đá ngoại hạng Nga | 0            | 0            | 0       | 0         | 0        | 0         | 0         | 0         |
| F.K. Anzhi Makhachkala   | 2014–15              | FNL                         | 14           | 0            | 1       | 0         | –        | –         | 15        | 0         |
| F.K. Anzhi Makhachkala   | 2015–16              | Giải bóng đá ngoại hạng Nga | 5            | 0            | 0       | 0         | –        | –         | 5         | 0         |
| F.K. Anzhi Makhachkala   | 2016–17              | Giải bóng đá ngoại hạng Nga | 6            | 0            | 1       | 0         | –        | –         | 7         | 0         |
| FC Armavir               | 2016–17              | PFL                         | 7            | 0            | –       | –         | –        | –         | 7         | 0         |
| F.K. Anzhi Makhachkala   | 2017–18              | Giải bóng đá ngoại hạng Nga | 0            | 0            | 1       | 0         | –        | –         | 1         | 0         |
| F.K. Anzhi Makhachkala   | Tổng cộng (2 spells) | Tổng cộng (2 spells)        | 25           | 0            | 3       | 0         | 0        | 0         | 28        | 0         |
| F.K. Anzhi-2 Makhachkala | 2017–18              | PFL                         | 13           | 0            | –       | –         | –        | –         | 13        | 0         |
| Tổng cộng sự nghiệp      | Tổng cộng sự nghiệp  | Tổng cộng sự nghiệp         | 210          | 13           | 11      | 0         | 0        | 0         | 221       | 13        |